# Aunjanue Ellis
Aunjanue L. Ellis (São Francisco, 21 de fevereiro de 1969) é uma atriz e produtora cinematográfica norte-americana. Participou da série The Mentalist no papel de Madeleine Hightower em sua 3a temporada. Por sua performance na minissérie When They See Us foi indicada ao Emmy Awards, em 2019, na categoria de Melhor Atriz em Minissérie ou Telefilme. Em 2021, por seu trabalho no filme King Richard, venceu o National Board of Review de Melhor Atriz Coadjuvante e recebeu sua primeira indicação ao Bafta e Oscar.